# Movimento Popular Castores da Guilherme
Castores da Guilherme é uma torcida barra brava brasileira do Bangu Atlético Clube criada em 2011, é a primeira e única barra brava do clube.

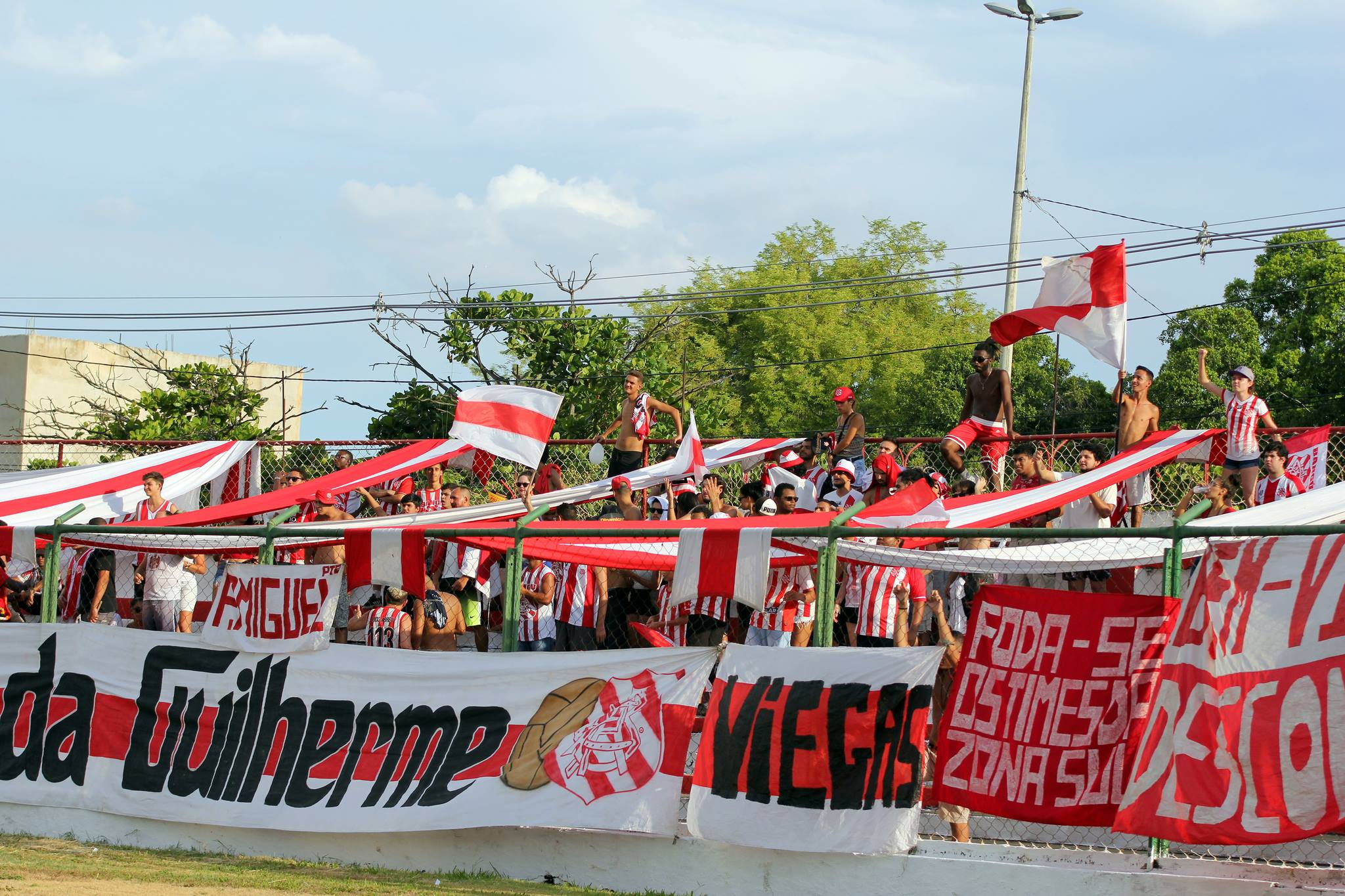
Castores da Guilherme no Estádio Proletário.

## História
Castores da Guilherme é um nome que faz referência ao mascote do Bangu, o Castor, e à Praça Guilherme da Silveira, nome dado em homenagem a um dos presidentes do clube em cuja gestão o estádio do clube foi construído. A torcida nasce de uma derrota, o que é marca significativa para sua identidade coletiva, pois que pregam o apoio incondicional ao clube. O primeiro gesto de resistência, portanto, é em relação à derrota, o que é bastante significativo em se tratando do futebol, sobretudo, o espetacularizado. A Castores segue uma tendência comum no final dos anos de 1990 e que se refere ao surgimento de grupamentos que inspirados nos barra bravas argentinos se propõem a ser um movimento de arquibancada, sem rixas e que pretendem inaugurar um “novo conceito de torcida” em comparação às torcidas organizadas. A proposta principal é o incentivo constante ao time durante o jogo, mesmo quando se está perdendo. Os cânticos costumam exaltar a história dos clubes e não a própria torcida como era comum no caso das organizadas. Outro aspecto importante diz respeito a defesa de um torcer com festa e o uso de bandeiras, dos chamados trapos, sinalizadores e instrumentos musicais como o bumbo de murga tipicamente usado nas arquibancadas da Argentina e Uruguai. A Castores da Guilherme é uma torcida formada, em sua maioria, por jovens moradores do bairro Bangu que se reúnem nas arquibancadas localizadas atrás do gol à direita das sociais do estádio Proletário Guilherme da Silveira, também conhecido como Moça Bonita. Em 2013, a torcida aparece novamente nos jornais, desta vez por organizar um “tatuaço”. 

## Ideologia
A Castores da Guilherme costuma atrair atenção pela defesa de seus posicionamentos. Rejeitam o que compreendem como "Futebol Moderno", defendem que a modernização dos estádios para a Copa de 2014 se compara a um processo de higienização, visando o afastamento das classes menos abastadas dos estádios. Também entoam cânticos esquerdistas nas arquibancadas, tendo inclusive organizado pequenos protestos, um contra o então Deputado Jair Messias Bolsonaro, e outro contra o retorno do futebol durante a pandemia, ambos em Bangu. Essa espécie de cosmovisão dos alvirrubros pode ser resumida em amor ao Bangu Atlético Clube e à Arquibancada Popular. Acredita-se, na fileira da torcida, que não é realidade o que mostram os veículos de mídia e buscam afastar-se de um reconhecimento midiático tanto do clube quanto da torcida em si. A paixão da Castores se constrói, então, bem distante de uma época em que era fácil apaixonar-se pelo Bangu, sem o aporte financeiro e sem bons resultados, e foi se desenvolvendo no momento em que a democracia do torcer foi retirada das arquibancadas.